# Richard Sahla (Komponist)

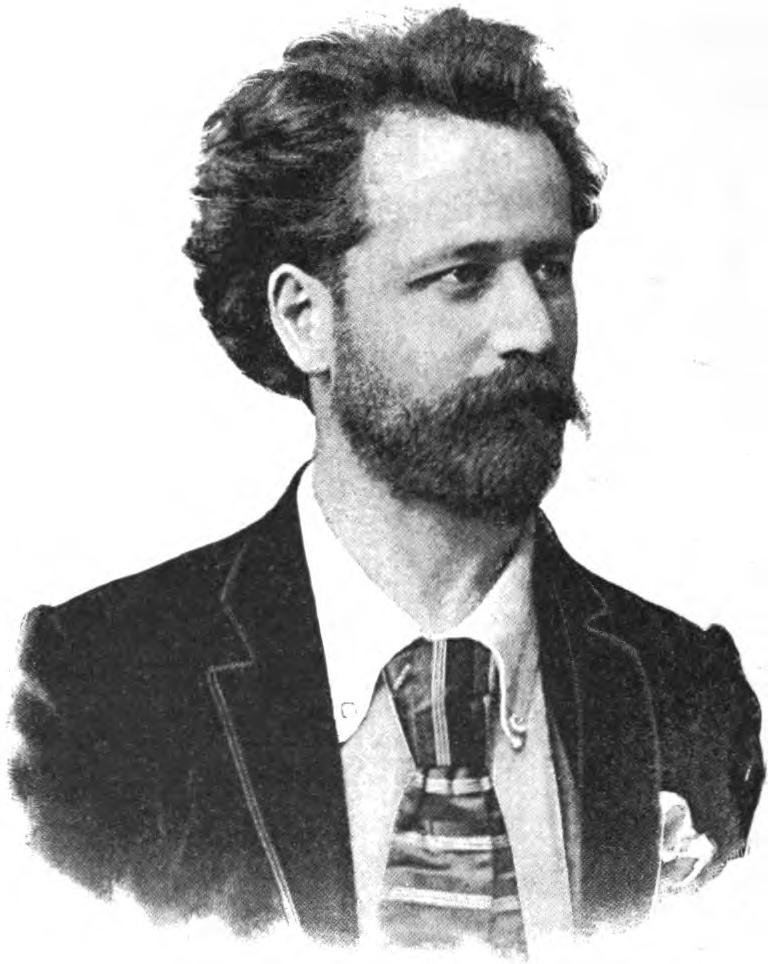
Richard Sahla

Richard Sahla (* 17. September 1855 in Graz; † 30. April 1931 in Bückeburg) war ein österreichischer Violinvirtuose, Dirigent und Komponist.

## Leben
Aufgewachsen in seiner Geburtsstadt Graz hatte er schon bald den Ruf eines musikalischen Wunderkindes. Er spielte hervorragend Geige und Klavier. Mit 13 Jahren begann er sein Violinstudium als Schüler von Ferdinand David am Leipziger Konservatorium, das er als einer der vorzüglichsten Schüler der Anstalt beendete. Er debütierte als Achtzehnjähriger in Leipzig in einem Gewandhauskonzert und erntete enthusiastischen Beifall für sein technisch ausgereiftes und musikalisch anregendes Spiel. Sein weiterer Lebenslauf lässt sich aus der Autobiographie seines Freundes Wilhelm Kienzl erschließen. Beide studierten Komposition bei W. A. Rémy, zu dessen Schülern auch die Komponisten Ferruccio Busoni, Josef Gauby, Richard Heuberger, Emil Nikolaus von Reznicek und Felix Weingartner gehörten.
Mit dem Abschlussdiplom des Leipziger Konservatoriums, dem Mekka der Geiger, in der Tasche, startete er als 18-Jähriger eine beeindruckende Karriere als Violinvirtuose. Er hatte schnell den Ruf, einer der talentiertesten Violinvirtuosen zu sein. Er entlockt seiner Stradivari überirdische Töne. Goldene Reinheit paart sich mit dem Dufte süßer Poesie, schwärmte ein Kritiker 1880 nach einem Auftritt in der Wiener Hofoper.
Am 1. Oktober 1875 trat der zwanzigjährige Sahla als Sologeiger für acht Monate in die Schaumburg-Lippische Hofkapelle ein. Danach nahm er eine Stelle als Konzertmeister im schwedischen Göteborg an und war von 1878 bis 1880 Mitglied des Wiener Hofopernorchesters, wo er als gefeierter Solist auftrat und von der Wiener Presse mit dem spanischen Wundergeiger Pablo de Sarasate gleichgestellt wurde. Sahlas Kompositionen für Violine und Klavier: Spanischer Tanz, Nocturno Nr. 1 (B-dur) und Nocturno Nr. 2 (E-Dur) sind „Pablo de Sarasate in Verehrung zugeeignet“.
Im Herbst 1881 trat er mit Wilhelm Kienzl und der Sängerin Aglaja Orgeni eine 66 Konzerte umfassende Konzertreise durch ganz Ungarn, Kroatien, Mittel- und Norddeutschland an, die dadurch zeitweilig abenteuerlich wurde, dass der Impresario mit der Kasse durchbrannte. Die auf dieser Reise entstandene Rumänische Rhapsodie widmete Sahla der befreundeten Fürstin Amalie Hügel-Teck, der Tochter des Herzogs von Württemberg und Nichte der Königin Victoria von Großbritannien.
Von 1882 bis Anfang 1888 wirkte Richard Sahla als erster Konzertmeister an der Königlichen Hofoper in Hannover, wo er sich viele Freunde erwarb. Zu diesen zählten die Liszt-Schüler Ingeborg von Bronsart, eine international erfolgreiche Pianistin und Komponistin, und ihr Gatte Hans Bronsart von Schellendorf, von 1867 bis 1887 Direktor des Königlichen Theaters Hannovers. Sahlas 1904 veröffentlichte Ballade für Violine und Klavier ist „Ingeborg von Bronsart zugeeignet“.
Am 1. April 1888 trat er den Posten des Hofkapellmeisters in Bückeburg an. Er erweiterte die Hofkapelle und gab mit ihr Gastkonzerte in Hannover, Bremen, Hamburg und Berlin. Mit dem 38-köpfigen Ensemble erregte er zunehmend überregionale Aufmerksamkeit. Komponisten wie 1911 Max Reger gastierten mit ihren Werken in Bückeburg als Solisten unter Sahlas Leitung. Als Violin-Solist gastierte er weiterhin erfolgreich besonders mit dem ersten Violinkonzert Paganinis und dem Beethoven-Violinkonzert. Als Dirigent galt sein besonderes Augenmerk den damals noch weitgehend unbekannten Komponisten, darunter Berlioz, Brahms, Bruckner, Debussy, Liszt, Mahler, Sibelius, und Richard Strauss und Wagner. Viele Gastdirigate führten Sahla zu den Berliner Philharmonikern, und er leitete in Berlin die Uraufführungen aller 6 Violinkonzerte von Henri Marteau, mit dem er, wie auch mit Max Reger eng befreundet war. Arthur Nikisch urteilte 1917 über Sahla: „Er ist ein gottbegnadeter, erlesener Künstler“.
Nach dem Ersten Weltkrieg brachen für Sahla schwere Zeiten an. Zeitweise musste er sein Brot als Kaffeehausgeiger in Hannover verdienen. Vorübergehend hielt er sich mit seiner Frau, der Hofsängerin Anna-Ruth Sahla, einer gebürtigen Amerikanerin, in Amerika auf. Seinen letzten großen Auftritt hatte er 1925 in Bückeburg bei einem Konzert zur Feier seines 70. Geburtstages.
Autographen seiner Kompositionen befinden sich u. a. im Staatsarchiv Bückeburg.
Der Geiger David-F. Tebbe stieß aufgrund seiner Recherchen zu seiner schriftlichen Examensarbeit
mit dem Thema Richard Sahla – Violinvirtuose, Maestro und vergessener Komponist (eingereicht 2012 bei Professor Thomas Schipperges an der Staatlichen Hochschule für Musik und Darstellende Kunst Mannheim) auf etliche weitere gedruckte Kompositionen Sahlas, wobei ihm dessen Enkelsohn, der Fernsehredakteur und Buchautor Peter Sahla, eine Vielzahl ungedruckter Kompositionen aus seinem Besitz zugänglich machte, die noch der Veröffentlichung bedürfen, darunter ein vollständiges Konzert für Violine und Orchester in d-Moll.

## Werke
- Transkriptionen (Studien) über die Lieder Du bist die Ruh, Der Lindenbaum und Am Meer für Violine solo (1874/1887) von Franz Schubert[3] (F.E.C. Leuckart, Leipzig)
- Rumänische Rhapsodie für Violine und Pianoforte (Verlag Paul Vogt)
- Liebesseligkeit nach Emanuel Geibel (1892)[4]
- Trauer nach Gedicht von Nikolaus Lenau (1892)
- Reverie R.Sahla (Verlag:Nagel/Hannover)
- Schlummerliedchen für Violine und Klavier (Schweers & Haake 1899)[5]
- Wiegenlied für Violine solo (für Richarda und Richard)
- Menuetto für Violine mit Pianoforte in A-Dur, Meiner lieben Frau für Richard zum 8. April 1900 (Gries &  Schornnagel)
- Eine hab’ ich singen hören – Gedicht von Fr. Rückert In Musik gesetzt für eine Singstimme mit Pianoforte Bückeburg 23. Dezember 1891 (Adolf Nagel)
- Ballade- Ihrer Excellenz Frau Ingeborg v. Bronsart zugeeignet. Bückeburg, November 1891 (C. F. Kahnt, Leipzig)
- Kompositionen für Violine und Klavier Komposition für Violine mit Pianoforte:Spanischer Tanz, Nocturno No.1  Nocturno No 2, (C. F. Kahnt 1904)
- Vier Lieder nach Gedichten von Martha Grosse für eine Singstimme und Klavier (1925): Wiegenlied, Eine Karte, Ein Ich, Traumvergessenheit (Ries & Erler)
- Georg Friedrich Händel – Siciliano. Für Violine mit Begleitung des Pianoforte (Arr.: R.S., F.E.C. Leuckart)
- Zwei Gesänge für Altstimme mit Bratsche und Pianoforte von Johannes Brahms; arr. Richard Sahla (N. Simrock)
- Diverse Bearbeitungen Svenska Folkvisor